# Гродкув (гміна)
Гміна Гродкув (пол. Gmina Grodków) — місько-сільська гміна у південно-західній Польщі. Належить до Бжезького повіту Опольського воєводства.
Станом на 31 грудня 2011 у гміні проживало 19852 особи.

## Площа
Згідно з даними за 2007 рік площа гміни становила 286.39 км², у тому числі:
- орні землі: 77.00%
- ліси: 14.00%

Таким чином, площа гміни становить 32.67% площі повіту.

## Населення
Станом на 31 грудня 2011:
| Опис     | Загалом | Загалом | Чоловіки | Чоловіки | Жінки | Жінки |
| -------- | ------- | ------- | -------- | -------- | ----- | ----- |
| одиниця  | осіб    | %       | осіб     | %        | осіб  | %     |
| все      | 19852   | 100     | 9739     | 49.06    | 10113 | 50.94 |
| міське   | 8870    | 100     | 4166     | 46.97    | 4704  | 53.03 |
| сільське | 10982   | 100     | 5573     | 50.75    | 5409  | 49.25 |

## Сусідні гміни
Гміна Гродкув межує з такими гмінами: Вйонзув, Каменник, Немодлін, Ольшанка, Пакославіце, Пшеворно, Скорошице.